# John Cheyne

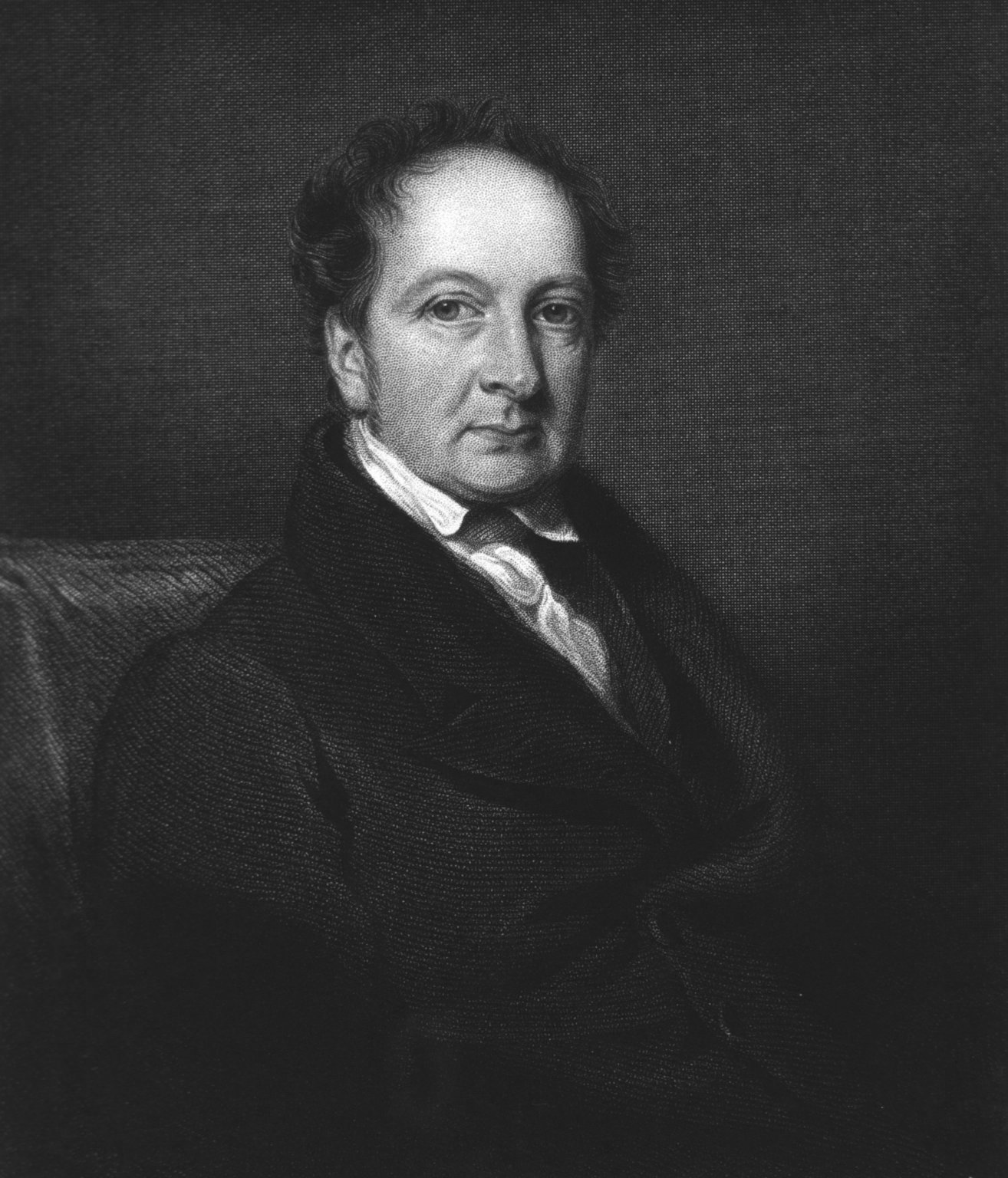
John Cheyne

John Cheyne (* 3. Februar 1777 in Leith, Schottland; † 31. Januar 1836 in Sherington, England) war ein schottischer Arzt.

## Leben
John Cheyne, ein Nachfahre von George Cheyne, war der Sohn eines Chirurgen und assistierte seinem Vater bereits mit 13 Jahren. Er studierte an der Universität von Edinburgh von 1792 bis 1795 Medizin und schloss mit dem Doktortitel für Medizin und Chirurgie ab. Er trat daraufhin in die Armee als Assistenzchirurg eines Artillerieregiments ein und nahm an der Schlacht am Vinegar Hill (Wexford, Südost Irland) teil. 1799 kehrte er in die Praxis seines Vaters in seiner Geburtsstadt zurück, wo er diesem die nächsten zehn Jahre assistierte, und wirkte zeitweilig an der Universität von Edinburgh.
Cheyne zog 1811 nach Dublin (Irland) und arbeitete zunächst am Meath Hospital. 1813 folgte ebenda ein Ruf als Professor der Medizin (1813–1819) am Royal College of Surgeons, bis er nach vier Jahren vom Generalstatthalter der britischen Krone zum praktizierenden Arzt am House of Industry Hospitals ernannt wurde. Seine Erstbeschreibung der später nach ihm und William Stokes benannten Cheyne-Stokes-Atmung erfolgte 1818. Seine Kriegserlebnisse flossen in Vorlesungen zur Kriegsmedizin ein und er wurde 1820 zum Chefarzt der Britischen Streitkräfte in Irland ernannt. Seine späteren Lebensjahre verbrachte er in Buckinghamshire (ab 1831).
1814 wurde er zum Fellow der Royal Society of Edinburgh gewählt.
Cheyne litt an starken Depressionen.

## Leistungen
Er beschrieb zusammen mit William Stokes die Cheyne-Stokes-Atmung.

## Werke
- (1801/02). Essays on the Diseases of Children; with Cases and Dissections. Edinburgh.
- (1803). Essay 2. On the bowel complaints etc. Edinburgh.
- (1810). A case of apoplexy in which the fleshy part of the heart was converted to fat. In Dublin Hospital Reports and Communications in Medicine and Surgery 2:216–223.
- (1812). Cases of apoplexy and lethargy; etc. London.
- (1843, postum). Essays on Partial Derangement of the Mind in Supposed Connexion with Religion . . . . With a Portrait and Autobiographical Sketch of the Author. Dublin.